# Messin Chasma
Messin Chasma är Titanias största kanjon som upptäcktes av Voyager 2. Messin Chasma är en jättelik kanjon, 1600 kilometer lång och ungefär 1 kilometer djup, så stor så att Grand Canyon ser liten ut i jämförelse och är i samma klass som Valles Marineris på Mars eller Ithaca Chasma på Saturnus måne Tethys.